# Apocalypse 91... The Enemy Strikes Black
Albums de Public Enemy
Fear of a Black Planet
(1990) Greatest Misses
(1992)
Singles
1. Bring the Noise
Sortie : Juin 1991
2. Can't Truss It
Sortie : Septembre 1991
3. Shut 'em Dow
Sortie : Janvier 1992
4. Night Train
Sortie : Mars 1992

Apocalypse 91... The Enemy Strikes Black est le quatrième album studio de Public Enemy, sorti le 3 octobre 1991.
L'album s'est classé 1er au Top R&B/Hip-Hop Albums et 4e au Billboard 200 et a été certifié disque de platine par la RIAA le 26 novembre 1991.
Il a été également nommé aux 34e Grammy Awards dans la catégorie « Meilleure performance rap d'un duo ou d'un groupe » (Best Rap Performance by a Duo or Group).
Le titre de l'album fait référence à celui de deux films : Apocalypse Now et Star Wars Episode V: The Empire Strikes Back.

## Liste des titres
| No  | Titre                                                 | Contient un (des) sample(s) de | Durée |
| --- | ----------------------------------------------------- | --- | ----- |
| 1.  | Lost at Birth                                         | Living Wreck de Deep Purple Got to Get a Knutt de The New Birth Rebel Without a Pause de Public Enemy Bring the Noise de Public Enemy Public Enemy No. 1 de Public Enemy Prophets of Rage de Public Enemy Can I Kick It? de A Tribe Called Quest                             | 3:49  |
| 2.  | Rebirth                                               | Here We Go (Live at the Funhouse) de Run–D.M.C. Security of the First World de Public Enemy | 0:59  |
| 3.  | Nighttrain                                            | Night Train de James Brown Spinning Wheel de Blood, Sweat and Tears | 3:27  |
| 4.  | Can't Truss It                                        | Sing a Simple Song de Sly and the Family Stone Get Up, Get Into It, Get Involved de James Brown Hihache du Lafayette Afro Rock Band Bicentennial Nigger de Richard Pryor Slide de Slave It's Yours de T La Rock and Jazzy Jay Im Nin'Alu d'Ofra Haza Dumb Girl de Run–D.M.C. | 5:21  |
| 5.  | I Don't Wanna Be Called Yo Niga                       | Hihache du Lafayette Afro Rock Band | 4:23  |
| 6.  | How to Kill a Radio Consultant                        | Cold Sweat de James Brown I Can't Live Without My Radio de LL Cool J Beats to the Rhyme de Run–D.M.C. Death Penalty de Robin Harris | 3:09  |
| 7.  | By the Time I Get to Arizona                          | Walk On des Jackson 5 Two Sisters of Mystery de Mandrill | 4:48  |
| 8.  | Move! (featuring Sister Souljah)                      | Fly Me to the Moon de Lyn Collins | 4:59  |
| 9.  | 1 Million Bottlebags                                  | Make It Good to Yourself de James Brown Take Me to the Mardi Gras de Bob James More Bounce to the Ounce de Zapp | 4:06  |
| 10. | More News at 11                                       | Rumors du Timex Social Club | 2:39  |
| 11. | Shut Em Down                                          | The Rainmaker de The 5th Dimension Rock Steady d'Aretha Franklin Black Steel in the Hour of Chaos de Public Enemy Eat Em Up L Chill de LL Cool J | 5:04  |
| 12. | A Letter to the New York Post                         | | 2:45  |
| 13. | Get the F--- Outta Dodge (featuring True Mathematics) | | 2:38  |
| 14. | Bring tha Noize (featuring Anthrax)                   | | 3:47  |